# 黒面の狐
『黒面の狐』（こくめんのきつね）は、三津田信三による日本の推理小説・ホラー小説。
単行本は、2016年9月13日に文藝春秋より書き下ろしで刊行された。装丁は、関口聖司による。アートワークは、矢部弘幸が手がけている。「本格ミステリ・ベスト10」2016年版（国内部門）11位、「週刊文春ミステリーベスト10」（2016年、国内部門）14位。黄金の本格ミステリー（2017年）に選出されている。
三津田は、「当初は刀城言耶シリーズの1つとして、炭鉱を題材とした作品を考えていたが、資料を読むうちに刀城言耶シリーズには向かないと気づいた」と語っている。推理作家の辻真先は、「敗戦前後の炭鉱描写にリアリティがあり、終盤の釣瓶打ちのミステリーの趣向とともに、重厚で優れた長編」と評している。書評家の村上貴史は、「ホラーと謎解きを融合した作品を得意とする著者の、新たなる一歩である」と評している。

## あらすじ
戦後まもないある年に、大阪駅を出発し、筑豊の野狐山（やこやま）地方の穴寝谷（けつね）という駅で降りた波矢多は、ある男に炭鉱で働くことを強引に勧められ、トラックに乗せられそうになるが、合里光範に助けられる。光範によると、男は、北九州の狗穴原（くなばら）地方にある朝熊（あさま）炭鉱の吼喰裏（ほくうち）坑の請負師だろう、という。光範は、戦時中に山口の爪戸（つめど）炭鉱で労務補導員として働いていた。光範によると、彼の兄も南善の兄も戦死し、南善も空襲で亡くなったという。波矢多は、満洲国の建国大学で2年間学んだ後、広島の宇品にある陸軍船舶砲兵教導隊に入った。光範が、今は抜井（ぬくい）炭鉱の鯰音（ねんね）坑で働いているということをきき、波矢多もそこで働かせてもらうことにする。鯰音坑は野狐山地方にあり、そこの山の神は狐で、白い御狐様と黒い御狐様が祀られており、黒い御狐様は凶作の神と怖れられていた。
波矢多と光範は、炭鉱住宅の1号棟の同じ部屋で暮らしていた。やがて、波矢多は尚昌と親しくするようになる。ある日、光範は波矢多に「寝ていると地の底から変な物音が聞こえる」と話す。さらに、「波矢多に打ち明けておくべきことがある」という。その後、坑内で休憩を取っているとき、「落（ば）れるぞ」という大声をきき、波矢多らは坑外へ脱出した。切羽（きりは）の冠（かむり）が落盤したのだ。しかし、光範だけが脱出していないことがわかる……。
続いて、波矢多は葉津子から、真砂子が黒い顔の狐が1号棟の木戸の部屋へ入っていったのを見た、ときく。1号棟の部屋のうち、1ノ1は木戸、1ノ2は光範と波矢多、1ノ4は喜多田、1ノ5は丹羽が入っており、1ノ3は無人だった。波矢多が1ノ1の部屋を検めると、木戸が奇妙な格好で注連縄で首を縊って死んでおり、その部屋は密室になっていた。野狐山地方では、坑内で不慮の死を遂げた者は、みんな黒い狐様になる、という迷信があるという。波矢多は、黒面の狐の唯一の目撃者である真砂子に話をきく。木戸には覗き癖があり、梳裂（すくざ）山地から来た炭坑夫は、「木戸は〈のぞきめ〉という魔物に憑かれているのだろう」と言ったという。
次に波矢多は、抜井炭鉱の本社に足を運ぶ。その帰りに波矢多は、自分の部屋の前で隆一に会う。その後、波矢多は、1ノ4の部屋で、木戸と同じような格好で注連縄で首を縊って死んでいる喜多田の姿を発見する。その部屋も密室になっていた。南月と波矢多は、どのようにして密室状態ができたかについて議論する。次に、波矢多は、1ノ5の部屋で、木戸や喜多田と同じような格好で注連縄で首を縊って死んでいる丹羽の姿を発見する。その部屋も密室になっていた。やがて坑内で注連縄が巻かれた遺体が発見され、遺体安置室に収容される。次に、坑内で岩野が首を注連縄で絞められて殺されているのが発見される。やがて波矢多は、南月を前にして、自分なりの推理を披露する……。

## 登場人物
物理波矢多（もとろい はやた）
炭坑夫。建国大学で2年間学んだ経験をもつ。
熊井新市（くまがい しんいち）
波矢多の同期生。
合里光範（あいざと みのる）
炭坑夫。
合里隆一（あいざと りゅういち）
光範の腹違いの兄。炭坑夫。
鄭南善（チョン ナムソン）
朝鮮人男性。
水盛厚男（すいもり あつお）
労務課課長。40歳前後。
南月尚昌（なんげつ なおまさ）
炭坑夫。40歳代。
満代（みつよ）
尚昌の妻。
多香子（たかこ）
尚昌の娘。20歳前後。
埋莉（まいり）
尚昌の仕事上の相方。
山尾（やまお）
炭坑夫。
木戸（きど）
朝鮮人。本名は朴。
吉良葉津子（きら はつこ）
食堂で働いている女性。
吉良公造（きら こうぞう）
葉津子の父。故人。
初代（はつよ）
葉津子の母。調理場で働いている。
虎西末吉（とらにし すえきち）
炭坑夫。
喜多田喜平（きただ きへい）
炭坑夫。40歳前後。
菅崎由紀則（すがさき ゆきのり）
炭坑夫。
大取屋重一（おおとりや しげかず）
30歳前後。
丹羽旗太郎（にわ はたたろう）
炭坑夫。
山際宜治（やまぎわ のぶはる）
労働組合の代表。
岩野勇作（いわの ゆうさく）
発破係員。
梅沢義雄（うめざわ よしお）
炭坑夫。
真砂子（まさこ）
炭坑夫夫婦の子ども。
成田勇兵（なりた ゆうへい）
自治体警察の警察吏員。
岸谷臣吾（きしたに しんご）
炭坑夫。